# Doberschau-Gaußig
Doberschau-Gaußig är en kommun och ort i Landkreis Bautzen i förbundslandet Sachsen i Tyskland. Kommunen har cirka 4 200 invånare.